# Itsuki Yamazaki
Itzuki Yamazaki (山崎 五 紀, Yamazaki Itzuki, Hyogo, Japón; 3 de enero de 1966) es una luchadora profesional japonés retirado que es más conocido como la mitad del equipo de parejas Jumping Bomb Angels con Noriyo Tateno. Trabajó con All Japan Women's Pro-Wrestling, World Wrestling Federation, World Championship Wrestling y Japanese Women's Pro hasta que se retiró a fines de 1991.

## Carrera de lucha libre profesional

### All Japan Pro-Wrestling femenino
Yamazaki compitió en All Japan Women's Pro-Wrestling en la década de 1980. El 28 de febrero de 1984, derrotó a Noriyo Tateno para ganar el Campeonato AJW. El título quedó vacante aproximadamente un año después, el 25 de febrero de 1985.

### The Jumping Bomb Angels
Yamazaki se asoció con Noriyo Tateno para formar un equipo que inicialmente compitió en Japón. El 5 de enero de 1986, los Angelinos derrotaron a Bull Nakano y Condor Saito para ganar el vacante Campeonato Mundial en Parejas de la WWWA. Luego, el 20 de marzo de 1986, The Crush Gals (Lioness Asuka y Chigusa Nagayo) derrotaron a The Angels para capturar los títulos de WWWA Tag Team.
Los Ángeles ingresaron a la Federación Mundial de Lucha Libre a mediados de 1987, conocidos como "Los Ángeles de la Bomba Saltadora". En la primera Survivor Series de la historia, The Jumping Bomb Angels fueron las únicas supervivientes en un partido femenino de Survivor Series. Durante el partido, recibieron grandes aplausos de la audiencia y elogios de los comentaristas Gorilla Monsoon y Jesse Ventura, especialmente después de que patearon a Jimmy Hart del tensor en el clímax del partido. El 24 de enero de 1988 en el Royal Rumble inaugural, vencieron a The Glamour Girls (Leilani Kai y Judy Martin) en un combate de dos de tres caídas para ganar el Campeonato de Parejas Femenino de la WWF. Los Angels reinarían durante 136 días hasta el 8 de junio de 1988, cuando las Glamour Girls derrotaron a The Angels para recuperar el Campeonato de Parejas Femenino de la WWF.

### Carrera posterior
Yamazaki se retiró en 1991. Hizo su regreso haciendo una aparición especial para Ladies Legend Pro-Wrestling en 2008 y Oz Academy en 2012.

## Vida personal
Yamazaki vivió durante un tiempo en la ciudad de Nueva York con su esposo, donde eran dueños del restaurante "GO Sushi", que cerró en 2013. Actualmente residen en el condado de Bergen, Nueva Jersey.